# 高橋千鶴
高橋 千鶴（たかはし ちづる、3月18日 - ）は、日本の漫画家、イラストレーター。大阪府出身。

## 来歴
1975年、講談社の少女漫画誌『なかよし』にて「ルーディの誕生日」でデビュー。以降『なかよし』を中心に少女誌にて執筆活動をしていた。また、1985年頃よりレディース誌にも執筆の場を広げ、同社の『mimi』、秋田書店の『COLLET』、株式会社スコラの女性向け雑誌などでも作品を発表していた。
少女誌に連載していた作品では、中高生の女の子を主人公として、クラブ活動や恋愛、家族をテーマとし、逆境を跳ね返していく姿などを描いた作品が多い。
1980年に『なかよし』で連載した『コクリコ坂から』（原作・佐山哲郎）は、2011年にスタジオジブリによってアニメ映画化された。

## 作品リスト

### 単行本リスト
（特に出版社の記載がなければ講談社発行）
- プルルンコーヒーゼリー ISBN 4-06-108273-6（1977年5月4日第1刷発行）※短編集
  - プルルンコーヒーゼリー（『なかよし』1977年4月号）
  - 白いレースのカトリーヌ（『なかよし』1976年9月号掲載）
  - かあるくハートにタッチして（『なかよし』1976年12月号掲載）
  - ピンクの羽の妖精（『なかよし』1977年1月号掲載）
  - 赤っ毛人形いかがかな（『なかよし』1976年11月増刊号掲載）
  - 片思いはサフラン色（『なかよし』1977年2月増刊号掲載）
- 翼ちゃんのト音記号 ISBN 9784061082861（1977年11月）※短編集
- GOOD MORNING メグ ISBN 9784061082915（1978年1月）
1998年10月に講談社より新装版発行 ISBN 9784063339802
  - LET'S SMILE メグ ISBN 9784061083486（1980年2月）
1998年10月に講談社より新装版発行 ISBN 9784063339819
- 小夜子より…星便り ISBN 9784061083301（1979年6月）※短編集 原作：佐山哲郎
- しあわせ半分こ ISBN 9784061083578（1980年6月）
- コクリコ坂から 全2巻 原作：佐山哲郎
  1. ISBN 9784061083639（1980年9月）
  2. ISBN 9784061083691（1980年12月）

2010年7月に角川書店より新装版発行 ISBN 978-4-04-854514-3
2011年6月に角川書店より文庫本発行 ISBN 978-4-04-394444-6
- ミルキー☆レディ 全2巻
  1. ISBN 9784061083844（1981年7月）
  2. ISBN 9784061084117（1982年6月）
- きゃらめるフィーリング ISBN 9784061084018（1982年2月）
- さくらんぼデュエット ISBN 9784061084377（1983年5月）
- アリスにきっす ISBN 9784061700765（1985年2月）
- わくわくファンタジア ISBN 9784061701083（1985年12月）
- マリエ背番号16 全3巻 原作：神崎あおい
  1. ISBN 9784061785250（1986年2月）
  2. ISBN 9784061785427（1986年7月）
  3. ISBN 9784061785601（1987年2月）
- 16歳のラストスパート（小学館）全2巻 原作：矢島正雄
  1. ISBN 9784091323514（1986年8月）
  2. ISBN 9784091323521（1986年11月）
- 王子さまーっ ISBN 9784061785519（1986年10月）
- 丸の内コットンクラブ 全2巻 原作：内館牧子
  1. ISBN 9784061701502（1987年2月）
  2. ISBN 9784061701571（1987年5月）
- ピンクのイレブン 全2巻 原作：神崎あおい
  1. ISBN 9784061785816（1987年8月）
  2. ISBN 9784061785939（1987年12月）
- ライオンは泣かない ISBN 9784061702226（1989年1月）原作：内館牧子
- ピンクのくじら ISBN 9784061702479（1989年7月）原作：内館牧子
- トマト・フレーバー ISBN 9784063131642（1990年8月）原作：倉橋燿子
- 三姉妹探偵団 ISBN 9784061762466（1990年2月）原作：赤川次郎
- 時の流れに泣かされて ISBN 9784061703377（1991年8月）原作：内館牧子
- 戀むらさき〜与謝野晶子物語〜 全3巻 原作：倉橋燿子
  1. ISBN 9784063132557（1991年10月）
  2. ISBN 9784063132779（1992年2月）
  3. ISBN 9784063193015（1992年7月）
- 暗闇の彼方（スコラ）ISBN 9784796286244（1992年10月）
- やさしさに包まれて ISBN 9784063274172（1993年5月）
- 若葉白書 ISBN 9784063274660（1994年11月）
- 病院へ行こう（スコラ）ISBN 9784796287159（1995年11月）
- ママは元総長（秋田書店）全6巻
  1. ISBN 9784253161145（1996年2月）
  2. ISBN 9784253161152（1996年11月）
  3. ISBN 9784253161602（1997年11月）
  4. ISBN 9784253161619（1998年12月）
  5. ISBN 9784253161626（2000年2月）
  6. ISBN 9784253162258（2001年1月）

### イラスト等担当作品
神崎あおい作品（講談社X文庫ティーンズハート)
- CATCH ME!!幽霊くん（1987年10月）
- ヨコハマ指輪物語 全17巻（1988年4月‐1994年10月）
- 8月5日ときめき座（1988年7月）
  - 11月8日きらめき座（1989年11月）
- 青の迷宮(ラビリンス)（1988年9月）
  - 夢色の迷宮(ラビリンス)（1989年4月）
- 抱きしめて!!スターライト（1988年11月）
  - ささやいて!!ホラーナイト（1989年9月）
  - 追いかけて!!ロックスター（1992年3月）
- 恋のシアターへようこそ! 全2巻（1991年4月・9月）
- いつだって今が始まり（1992年6月）

その他
- 亜衣六年生きみが好き ゆめが好き（ポプラ社文庫）ISBN 4-591-03475-5（1990年2月）著者：弥生まゆ
  - さつき五年生 好きって言いたい（ポプラ社文庫）ISBN 4-591-03146-2（1990年9月）著者：弥生まゆ
- 恐竜の国のアリス (講談社X文庫ティーンズハート) （1988年6月）著者：中原涼
- 銀のエチュード 全3巻 (角川ルビー文庫) （1994年8月‐1995年4月）著者：桐原佐和子